# Alexssander Medeiros de Azeredo
Alexssander Medeiros de Azeredo, detto Alex (São Gonçalo, 21 agosto 1990), è un calciatore brasiliano, attaccante dell'Al Jazira Al Hamra.

## Carriera
Dal 2010 al 2013 Alex ha fatto parte del Botafogo, giocando sia nel Brasileirão che nel Campionato Carioca. Durante questo periodo è stato girato anche due volte in prestito: prima al Joinville dove si è diviso tra Série B e Campionato Catarinense, poi ha iniziato la sua prima esperienza all'estero con il passaggio temporaneo al Dibba Al-Fujairah negli Emirati Arabi. Nel 2014 è ritornato al Joinville, questa volta non in prestito ma a titolo definitivo.
Sempre nel 2014 ha ricominciato a giocare in giro per il mondo, con l'ingaggio da parte dell'Al-Khaleej in Arabia Saudita. Un anno più tardi ha militato nel campionato thailandese con la maglia dell'Army United.
Nel 2016 è approdato in Svezia all'Hammarby. Il suo inizio di stagione all'Hammarby è stato promettente, con tre gol segnati nelle prime quattro giornate di campionato, inclusa una doppietta ai rivali cittadini del Djurgården. Alla 12ª giornata ha realizzato quello che è stato il suo quinto e ultimo gol stagionale. Di lì in poi non è più riuscito ad replicare lo stesso impatto offensivo avuto prima della pausa estiva, rimanendo fermo a 5 reti in 28 presenze.
Non confermato dall'Hammarby, Alex è volato in Messico per giocare nel Celaya, con cui ha debuttato il 3 febbraio 2017.
Nel giugno 2017 è tornato in Scandinavia, questa volta in Danimarca, per firmare con il Silkeborg.